# Icaleptes malkini
Genre
Espèce
Icaleptes malkini, unique représentant du genre Icaleptes, est une espèce d'opilions laniatores de la famille des Icaleptidae.

## Distribution
Cette espèce est endémique du département de Cesar en Colombie. Elle se rencontre vers San Sebastian de Rábago.

## Description
La carapace du mâle holotype mesure 1,08 mm de long sur 1,50 mm et l'abdomen 1,81 mm de long sur 2,11 mm.

## Étymologie
Cette espèce est nommée en l'honneur de Borys Malkin.

## Publication originale
- Kury & Pérez-González, 2002 : « A new family of Laniatores from northwestern South America (Arachnida, Opiliones). » Revista Ibérica de Aracnología, no 6, p. 3–11 (texte intégral).